# Condado de Halifax (Virgínia)
O Condado de Halifax é um dos 95 condados do estado americano de Virgínia. A sede do condado é Halifax, e sua maior cidade é Halifax.
O condado possui uma área de 2 149 km² (dos quais 27 km² estão cobertos por água), uma população de 37 355 habitantes, e uma densidade populacional de 18 hab/km² (segundo o censo nacional de 2000). O condado foi fundado em 1752.